# Länsväg 264
De Zweedse weg 264 (Zweeds: Länsväg 264) is een provinciale weg in de provincie Stockholms län in Zweden en is circa 9 kilometer lang.

## Plaatsen langs de weg
- Vallentuna

## Knooppunten
- E18 en Länsväg 274 (begin)
- Länsväg 265
- Länsväg 268 bij Vallentuna (einde)